# Alexis Vastine
Alexis Vastine (Pont-Audemer, 17 november 1986 – Villa Castelli, 9 maart 2015) was een Frans amateurbokser. Hij nam tweemaal deel aan de Olympische Spelen. Bij de Spelen van 2008 in Peking won hij brons in de categorie halfweltergewicht. In de halve finale werd hij op punten uitgeschakeld door Manuel Félix Díaz uit de Dominicaanse Republiek. Op de Spelen van 2012 in Londen werd hij in de kwartfinale van de weltergewichten uitgeschakeld na scheidsrechterlijke beslissing ten gunste van de Oekraïner Taras Sjelestjoek. De kamp was op een gelijke stand geëindigd (18-18).
Vastine was een militair en werd viermaal militair wereldkampioen: in 2008, 2010, 2011 en 2014. In 2010 werd hij Europees amateurkampioen in Moskou.
Vastine nam in 2015 deel aan het televisieprogramma Dropped, samen met een aantal andere Franse (ex-)topsporters. Tijdens de opnamen in Argentinië botsten op 9 maart 2015 twee helikopters in de lucht, waarbij alle tien inzittenden om het leven kwamen. Naast Vastine kwamen ook de zwemster Camille Muffat en de zeilster Florence Arthaud in dit ongeval om.
- Bibliothèque nationale de France: cb170291469 (data)
- Virtual International Authority File: 274145856970722920733